# Ditanaklasis

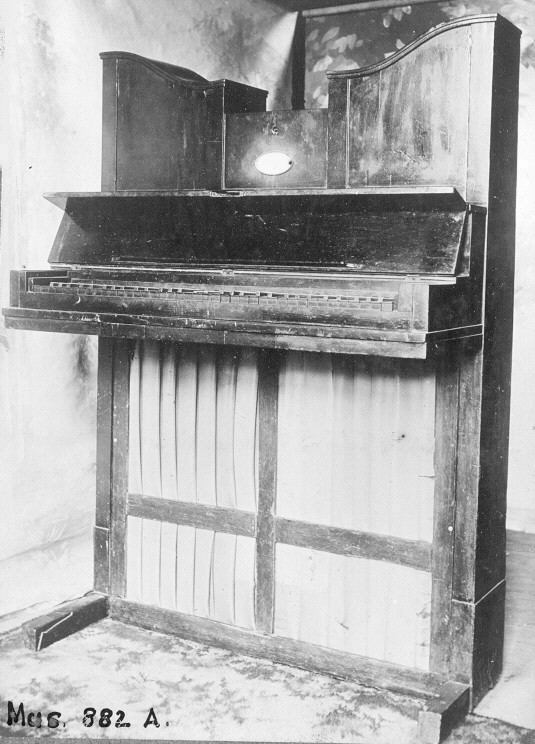
Ditanaklasis
(im Metropolitan Museum of Art)

Die Ditanaklasis ist ein vertikales Hammerklavier, dessen wesentlichster Unterschied gegenüber dem Pyramidenklavier in der tieferen Lagerung des Bezugs besteht. Die Ditanaklasis wurde 1800 von Matthäus Müller in Wien erfunden.

## Beschaffenheit
Die Saiten wurden fast in der Mitte angeschlagen, ein Umstand, dem die besondere Tonschönheit des Instruments zugeschrieben wurde.  Der eigentliche Grund für diese Rückung war, dass Müller sein Klavier ursprünglich für zwei Spieler baute, die an getrennten – im Oktavabstand gestimmten – Tastaturen einander gegenübersaßen, also durch das Gehäuse voneinander geschieden waren und eben nur durch dessen Tieferlegung und überdies durch eine Einziehung seines oberen Abschlusses in die Möglichkeit versetzt wurden, sich zu sehen und zu verständigen. Auch als Müller, um einen größeren Absatz zu haben, seine Ditanaklasis mit einer Klaviatur baute, behielt er die tiefe Lage bei und gab damit das Prototyp des Pianino. Der Pianist Joh. Posch hat sich seinerzeit sehr für das Instrument eingesetzt und es auf seinen Konzertreisen gespielt.